# 10258 Sárneczky
A (10258) Sárneczky kisbolygó a Naprendszer kisbolygóövében, melyet 1940. január 6-án fedezett fel Kulin György a Svábhegyi Csillagvizsgálóban. Az égitest érdekessége, hogy majdnem 50 éven keresztül üstökösnek hitték. A kisbolygó 2017. október 5-től Sárneczky Krisztián nevét viseli.
Megtalálása után január 11-én, 12-én és 30-án is észlelték a Svábhegyi Csillagvizsgálóban, ezt követően azonban 48 évre eltűnt a csillagászok szeme elől. Első jelentésében Kulin György még kisbolygónak írta le az új égitestet, azonban később már üstökösnek jegyezte fel. Február 23-ától Kulin (1940a) néven tartották számon. Több korabeli újság is kiemelt figyelmet szentelt a felfedezésnek, hiszen ezt hitték az első magyar csillagász által felfedezett üstökösnek.
1988-ban bukkantak ismét az égitest nyomára, az azóta készült több száz felvételen teljesen kisbolygószerű, pályája is a kisbolygóövbe simul. Ez nem zárna ki egy időszakos porkibocsátást, azonban az eredeti felvételeket átnézve nem találtak rajtuk semmi üstökösszerűt. Így 10 258-as sorszámmal visszasorolták a kisbolygók közé, és a Nemzetközi Csillagászati Unió állásfoglalása alapján a sorszámozást követően 10 évig nem lehetett elnevezni.
2008-ban a Piszkéstetői Obszervatóriumban többszín-fotometriai megfigyelést végeztek a kisbolygón, ennek az eredményei sem mutatnak üstökösi aktivitást.